# محمد سراج خراز
[بحاجة لدقة أكثر]
[بحاجة لمصدر]
محمد سراج خرّاز (1920 - 1987 )، من مواليد مكة، من شعراء جيل النهضة الأدبية في تهامة.
نال شهادة المعهد العلمي بمكة، وعمل بالبريد ومن ثم في التعليم. صدر له ديوان بعنوان ( غناء وشجن ، عام 1977م) .